# Latarnikowate
Latarnikowate (Priacanthidae) – rodzina morskich ryb okoniokształtnych. Niektóre gatunki poławiane jako ryby konsumpcyjne.

## Występowanie
Tropikalne i subtropikalne wody oceaniczne.

## Cechy charakterystyczne
- bardzo duże oczy
- duży otwór gębowy
- zwykle 10 promieni twardych i 10-15 miękkich w płetwie grzbietowej
- 3 promienie twarde i 9-16 miękkich w płetwie odbytowej
- większość gatunków osiąga do 30 cm, a największe do 50 cm długości

## Klasyfikacja
Rodzaje zaliczane do tej rodziny:
Cookeolus — Heteropriacanthus — Priacanthus — Pristigenys